# Селенгинськ
Селенгинськ (рос. Селенгинск) — селище міського типу Кабанського району, Бурятії Росії. Входить до складу Міського поселення Селенгинське.
Населення — 13 919 осіб (2015 рік).
Засноване 1961 року.